# L'Automne (Manet)
Pour l’article homonyme, voir L'Automne.
L'Automne est une peinture d'Édouard Manet réalisée en 1882.

## Histoire
L'œuvre fait partie d'une commande d'Antonin Proust auprès d'Édouard Manet ; celui-ci souhaitait quatre peintures sur le thème des saisons, mais le peintre n'eut le temps d'en réaliser que deux, celle-ci et Le Printemps, avant de mourir. 
Méry Laurent achète cette œuvre en 1884, après la mort de l'artiste ; celle-ci lègue la peinture au musée des Beaux-Arts de Nancy, sa ville natale, faisant de ce tableau le premier de Manet à entrer dans les collections d'un musée de province.

## Description
Manet fait poser la modèle Méry Laurent en pelisse de chez Worth de profil, à la manière des portraits de la renaissance italienne. Placée devant un tissu japonais, le bleu de celui-ci et le marron de son vêtement font ressortir le rose de son teint.